# Zbirka zakona Taiho
Zbirka zakona Taihō (jap., 大宝律令, たいほうりつりょう, Taihō-ritsuryō) je bio upravni preustroj u Japanu koji je sproveden pretkraj razdoblja Asuke, 701. godine/1. godine razdoblja Taihōa.
Povijesno je jednim od Ritsuryō-seija (jap. 律令制, ritsuryō-sei}}. Sastavljali su ga kraljević Osakabe, Fujiwara no Fuhito i Awata no Mahito. Car Monmu zapovijedio je sastavljanje ove zbirke zakona. Na njegov zahtjev radovi su počeli, a poput inih državnih zahvata tog vremena bio je uvelike prilagodba sustava državne uprave koji je postojao u Kitaju za dinastije T'ang.
Uspostava ove zbirke zakona bila je jednim od prvih događaja kojim je uključen konfucijanizam kao važni element japanskog etičkog kodeksa i vladanja. Zbirka je ponovo razmotrena i preinačena tijekom razdoblja Nare radi približavanja određenim japanskim tradicijama i upravnim neophodnostima koje su se javljale u svakodnevnom radu. Ponovo razmotreno i preinačeno izdanje nazvano je Zbirka zakona Yōrō (jap. 養老律令, Yōrō-ritsuryō). Najveći dio posla na Yōrōu dovršen je 718. godine. No, kineska je logika i moral u nekim dijelovima zakona dovedena do krajnosti.
U dvjema se osobinama zakonik Taihō Code bitno razlikovao od modela Tang. Prva je ta što se položaj u vlasti i pripadnost društvenoj klasi nije zasnivao na talentu kao kod Kineza, nego prema rođenju. Druga je ta što je kitajski izvor poznavao Nebeski mandat koji je asertirao da careva moć proizlazi iz njegove vladarske pravičnosti, što su Japanci odbacili, nego su asertirali da careva moć proizlazi iz njegova carskog podrijetla.
Vjeruje se da je zakonik zasnovan na Yonghuiu (kin. 永徽律令 Yonghui lu ling?), zakoniku koji je 651. stavio na snagu kineski car Yonghui.

## Organiziranje vlasti
Ovim su zakonikom uspostavljene dvije grane vlasti: odjel štovanja (jap. 神祇官 ,Jingi-kan) i Odjel države (jap. 太政官, Daijō-kan). Jingi-kan je bila viša grana koja je imala prednost pred Daijō-kan-om i bavila se svim duhovnim, vjerskim i obrednim pitanjima. Daijō-kan se bavio svim sekularnim i upravnim pitanjima.

## Upravna organizacija
Zemlja je podijeljena u provincije zvane kuni (国). Središnja je vlast postavljala upravitelje kokushije (国司), koji su bili podijeljeni na četiri razine (Shitōkan), kami, suke, jo i sakan za svaki kuni. Kuniji su se dalje dijelili na okruge zvane gun (郡) a prije toga kōri, kojima su upravljali dužnosnici koje je postavljala lokalna uprava. Ti dužnosnici zvali su se gunji (郡司). Ovim lokalnim dužnosnicima glavna je zadaća bila održavati mir, prikupljati poreze, novačiti radnu snagu za corvéee, te za vođenje registara stanovnika i raspodjelu zemljišta. Daljnje podjele okruga mnogo su varirale od okruga do okruga. Broj kunija nije bio konačan. Kako se razvijala nova zemlja, nastajali su novi kuniji. Kad je nastao zakonik, bilo je 66 kunija koji su obuhvaćali 592 okruga.

## Ostala literatura
- Asakawa, Kan'ichi. (1903). The Early Institutional Life of Japan. Tokyo: Shueisha. OCLC 4427686; vidi  internetski višestruko formatirani cijeli tekst knjige na openlibrary.org
- Ferris, William Wayne. (1998). Sacred Texts and Buried Treasures: Issues in the Historical Archaeology of Ancient Japan. Honolulu: University of Hawaii Press. ISBN 0-8248-2030-4 & ISBN 978-0-8248-2030-5
- Nussbaum, Louis-Frédéric i Käthe Roth. (2005). Japan encyclopedia. Cambridge: Harvard University Press. ISBN 0-674-01753-6; ISBN 978-0-674-01753-5; OCLC 58053128
- Ponsonby-Fane, Richard Arthur Brabazon. (1959). The Imperial House of Japan. Kyoto: Ponsonby Memorial Society. OCLC 194887
- Sansom, George Bailey. (1958). A History of Japan to 1334. Stanford: Stanford University Press. ISBN 0-8047-0523-2